# Goulotte (alpinisme)
Pour les articles homonymes, voir Goulotte (homonymie).

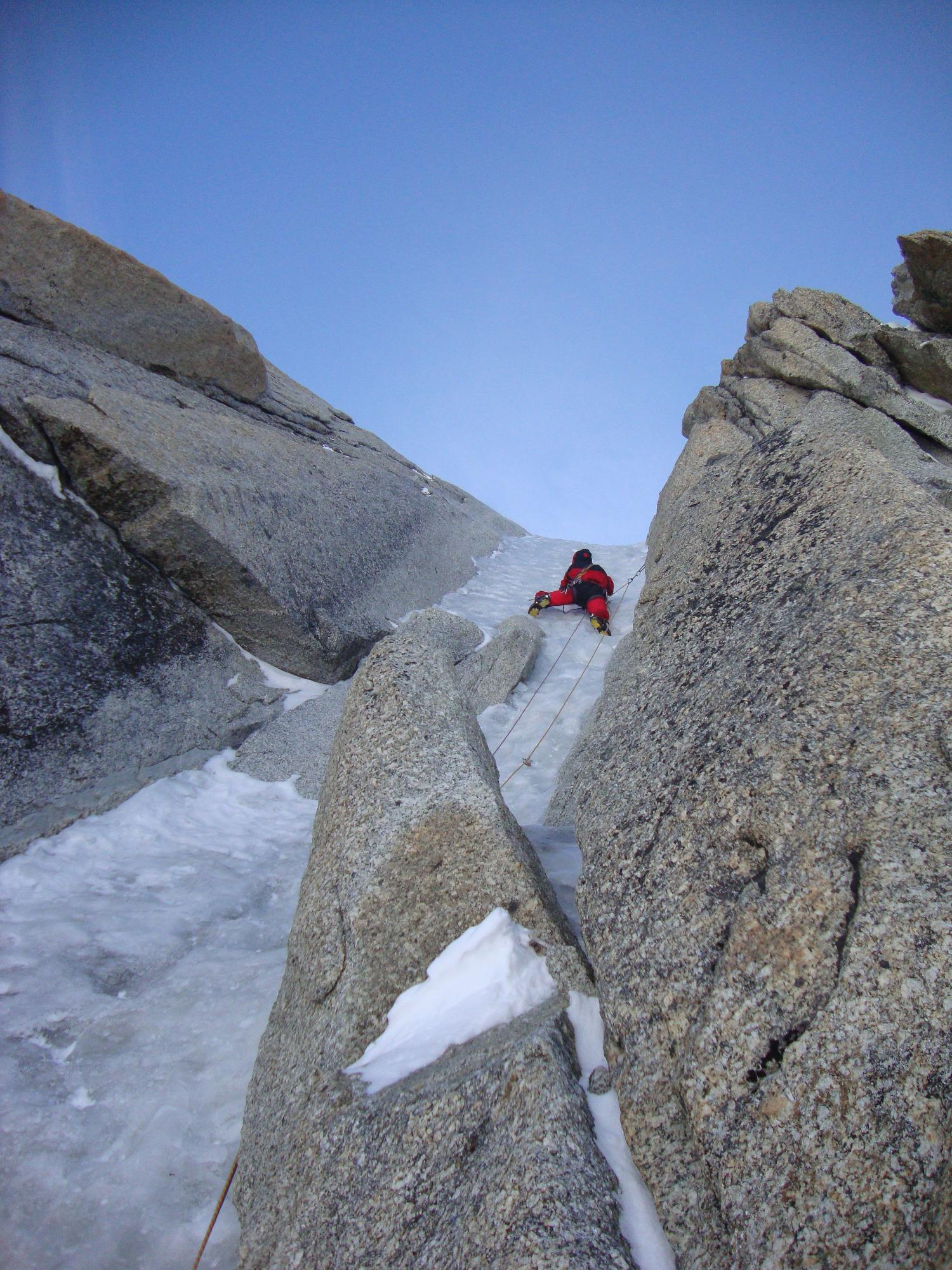
Vue de la goulotte Chèré dans le triangle du Tacul (massif du Mont-Blanc).

Une goulotte est en alpinisme une ligne d'escalade qui remonte une paroi semblable à un dièdre ou une cheminée rocheuse étroite, recouverte  de neige ou de glace et qui, selon l'exposition ou l'altitude, peut présenter un caractère éphémère. Ce type de pratique relève de l'escalade mixte.

## Description

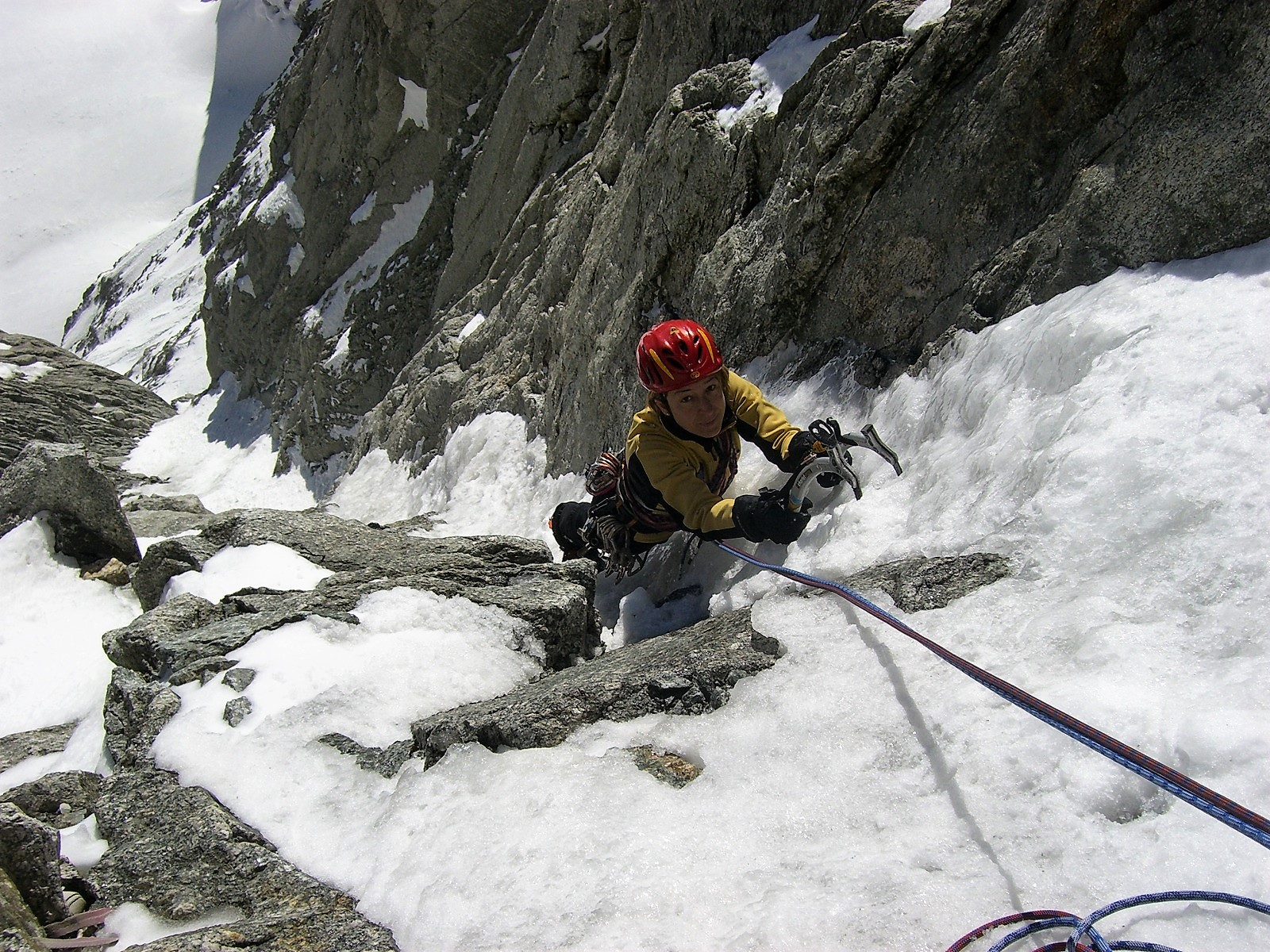
Goulotte.

Cette formation n'est pas suffisamment large et trop raide pour être skiée, ce qui la distingue du couloir. 
La progression en goulotte nécessite les techniques de cascade de glace et de rocher.